# PPL Corporation
PPL Corporation est une entreprise américaine présente dans la production et la distribution d'énergie. 

## Histoire
En avril 2010, PPL acquiert pour 6,7 milliards de dollars les activités d'E.ON aux États-Unis, qui regroupe une production de 8 000 MW, activité renommée en LG&E and KU Energy du nom de ses principales filiales, Louisville Gas & Electric (LG&E) et Kentucky Utilities (KU). E.ON avait acquis ses activités en 2002, lors du rachat de l'entreprise britannique PowerGen, qui elle-même avait acquis ses activités américaines en 2000,.
En mars 2011, PPL acquiert les activités de distribution d'énergie d'E.ON au Royaume-Uni, connue sous la marque Central Networks, pour 3,5 milliards de livres. Cette acquisition renforçant son réseau de distribution qui délivre avant cette acquisition 2,6 millions de clients au Royaume-Uni, en y ajoutant 5 millions de clients,,.
En septembre 2013, PPL annonce la vente à NorthWestern Energy de 11 centrales hydroélectriques centrées autour du Montana, totalisant une capacité de production de 663 MW. PPL avait acquis à Montana Power ces centrales hydroélectriques en 2000, alors que Montana Power a par la suite été racheté par NorthWestern Energy.
En 2014, PPL scinde une grande partie de ses activités dans la production énergétique, se spécialisant dans la distribution, sous le nom de Talen Energy. Cette nouvelle entité est de plus un regroupement des activités de productions de PPL mais également du fonds d'investissement Riverstone. La nouvelle entreprise regroupe une capacité de production de 15 320 MW, dont 40 % provenant du gaz naturel, 40 % du charbon et 15 % du nucléaire. Talent est contrôlé à 65 % par les actionnaires de PPL et à 35 % par ceux de Riverstone. PPL garde une production de 8 100 MW autour du Kentucky et de la Virginie,.
En mars 2021, National Grid vend à PPL Corporation sa filiale américaine Narragansett Electric Company, active dans l'État de Rhode Island contre 3,8 milliards de dollars et dans le même temps acquiert à PPL Corporation sa filiale britannique WPD, spécialisée dans les réseaux électriques pour 7,8 milliards de livres, soit 10,9 milliards de dollars.